# فرودگاه بین‌المللی لا ماکازا – مون ترامبلان
فرودگاه بین‌المللی لا ماکازا – مون ترامبلان  (به فرانسوی: Aéroport international de La Macaza – Mont Tremblant) یک فرودگاه خصوصی با کد یاتا YTM است که یک باند فرود آسفالت دارد. این فرودگاه در کشور کانادا قرار دارد .

## شرکت‌های هواپیمایی و مقصدهای پروازی
| شرکت‌های هواپیمایی  | مقصدهای پروازی               |
| ------------------ | ---------------------------- |
| Air Canada Express | فصلی: پیرسون تورنتو          |
| پورتر ایرلاینز     | فصلی: شهری بیلی بیشاپ تورنتو |